# Nazionale maschile di calcio dell'Austria
La nazionale di calcio dell'Austria (in tedesco: österreichische Fußballnationalmannschaft), posta sotto l'egida della Österreichischer Fußball-Bund, è la rappresentativa calcistica dell'Austria e una fra le più antiche del mondo.
Nel suo palmarès figurano un terzo posto ed un quarto posto al campionato mondiale (rispettivamente nel 1954 e nel 1934), un argento olimpico (nel 1936) ed una vittoria nella Coppa Internazionale (nel 1932). Complessivamente conta sette partecipazioni alle fasi finali del mondiale e quattro alle fasi finali dell'europeo, competizione dove è stata eliminata al primo turno nelle due prime rassegne, mentre nella terza e nella quarta riuscì a raggiungere gli ottavi di finale, dove venne poi eliminata dall'Italia nell'europeo itinerante e dalla Turchia in Germania. Esordì in una fase finale dell'europeo in occasione dell'edizione del 2008, co-ospitata insieme alla Svizzera.
Nella classifica mondiale della FIFA, istituita nell'agosto 1993, il miglior piazzamento dell'Austria è il 10º posto occupato dal marzo al giugno 2006, mentre il peggior piazzamento è il 105º posto del luglio 2008. Attualmente occupa il 24º posto nella graduatoria.

## Storia

### Origini
Il primo incontro tra la nazionale ungherese e quella austriaca doveva in origine essere una sfida riservata a rappresentative solo di Vienna e di Budapest, le due più importanti città dell'Impero, ma poiché furono impiegati i migliori calciatori tesserati dalle due Federazioni, la MLSZ e la ÖFB più tardi dichiararono la partita ufficiale.
 Austria -  Ungheria 
Austria: Nauss; Wachuda, Eipeldauer; Hüttl, Blässy, Mössmer; Wiesner, Huber, Schrammel, Studnicka, Taurer. Allenatore: Commissione Tecnica Federale.
Ungheria: Bádonyi; Berán, Gabrovitz; Koltai, Pozsonyi, Bayer; Buda, Steiner, Pokorny, Hajós, Oláh. Allenatore: Gillemot.
Arbitro: Shires ( Inghilterra)
Marcatori: 5' Taurer, 10' Huber, ?' Studnicka, ?' Studnicka, ?' Studnicka.
Spettatori: 500
 
La prima partita disputata dalla nazionale austriaca risale al 12 ottobre 1902, una vittoria con il punteggio di 5-0 contro l'Ungheria. Magiari e austriaci, all'epoca politicamente uniti sotto l'Impero austro-ungarico ma separati calcisticamente in due federazioni distinte, si sfidarono altre 9 volte fino al 1908.
Dopo queste 10 gare iniziali, l'Austria affrontò i maestri dell'Inghilterra subendo a Vienna due clamorose sconfitte in due giorni, 1-6 e 1-11, nel giugno 1908. La prima competizione ufficiale affrontata dalla nazionale d'oltralpe furono le Olimpiadi di Stoccolma del 1912, nelle quali gli austriaci furono eliminati al primo turno e nel torneo di consolazione arrivarono in finale, dove furono sconfitti dai rivali e vicini ungheresi.

### IlWunderteam

Il Wunderteam al

Il miglior periodo della Nazionale austriaca furono però gli anni trenta, durante i quali, sotto la guida di Hugo Meisl, la squadra si guadagnò il soprannome di Wunderteam ("squadra delle meraviglie"). I risultati nelle competizioni ufficiali tuttavia non resero giustizia agli austriaci: ai Mondiali del 1934 furono eliminati in semifinale dall'Italia, futura vincitrice del torneo, e persero la finale per il terzo posto contro la Germania.
Nel 1936, alle Olimpiadi di Berlino, arrivarono in finale contro gli azzurri, venendo però sconfitti dalla squadra allenata da Vittorio Pozzo.
Nel 1938 l'Austria perse la sua indipendenza politica a causa dell'annessione alla Germania nazista. A seguito di ciò la squadra austriaca, pur qualificatasi ai Mondiali di Francia, non vi prese parte. Per questioni di opportunità politica, alcuni giocatori della nazionale austriaca vennero convocati nella formazione tedesca, ma alcuni di loro, tra i quali uno dei più famosi giocatori del tempo ed anche il più rappresentativo dell'ex-squadra austriaca, Matthias Sindelar, si rifiutarono di giocare per il Paese invasore. La squadra così composta avrebbe potuto in teoria risultare estremamente competitiva, ma l'allenatore tedesco, Sepp Herberger, ebbe solo poche settimane per amalgamare i suoi giocatori e dare un gioco alla nuova formazione. Infatti la Germania fornì al mondiale una prestazione incolore, venendo eliminata al primo turno dalla modesta Svizzera.

### Dal dopoguerra aHansKrankl
Ripresa l'attività dopo la seconda guerra mondiale, l'Austria tentò di ricostituire il Wunderteam, senza successo: partecipò ai Mondiali del 1954, sconfiggendo gli svizzeri padroni di casa per 7-5 in quella che rimane la partita dei Mondiali con più gol segnati. Fu però eliminata in semifinale con un umiliante 6-1 subito da parte della Germania Ovest, e si consolò con il terzo posto battendo per 3-1 nell'apposita finale l'Uruguay campione in carica.
Ai successivi Mondiali del 1958 l'Austria fu eliminata al primo turno.
Seguirono poi anni bui per la Nazionale, che si ripresentò guidata dal centravanti Hans Krankl e dallo stopper Bruno Pezzey soltanto nei mondiali del 1978 e del 1982, raggiungendo il secondo turno in entrambe le occasioni. Quell'Austria viene indicata come la migliore dal dopoguerra, avendo conseguito una sorprendente vittoria contro i campioni in carica della Germania Ovest nel cosiddetto "Miracolo di Córdoba". In Spagna invece, è protagonista negativa del Patto di non belligeranza di Gijón.

### Fine del XX secolo
Guidata dal prolifico attaccante Anton Polster, la compagine austriaca approdò al campionato del mondo 1990 in Italia, ma fu eliminata al primo turno. Nello stesso anno si consumò una delle pagine più imbarazzanti della storia della nazionale, che perse fuori casa 1-0 contro le Fær Øer durante le qualificazione al campionato europeo del 1992. Bollato come la pagina più nera dello sport austriaco, l'evento fu il preambolo di vari anni di insuccessi.
Fu nel 1998 che l'Austria riapparve sul palcoscenico mondiale più rilevante, qualificandosi al campionato del mondo 1998, dove venne inserita nel gruppo B con Italia, Camerun e Cile. Sebbene eliminati dopo le tre partite del girone, gli austriaci uscirono con onore, scrivendo una pagina di storia con un primato curioso: segnarono esclusivamente a tempo scaduto (casualmente ogni gol realizzato in tutte e tre le singole partite avvenne al 90'). Contro il Camerun un pregevole gol di Pierre Njanka fu pareggiato da una marcatura agli ultimi minuti di Polster; nel secondo match fu Ivica Vastić a pareggiare con un pallonetto un controverso gol di Marcelo Salas; infine, contro l'Italia, match decisivo tenutosi allo Stade de France, l'Austria si trovò al 90° sotto di due reti, segnate da Christian Vieri e Roberto Baggio, e riuscì ad accorciare le distanze nei minuti di recupero su calcio di rigore di Andreas Herzog, consolidando il curioso record di reti realizzate in zona Cesarini, ma terminando il percorso al mondiale in virtù del terzo posto finale, a vantaggio del Cile.
Da allora il calcio internazionale austriaco entrò in una crisi profonda, con mancate qualificazioni ai tornei principali. La nazionale incorse in frequenti e pesanti sconfitte, tra le quali spiccano, nel 1999, lo 0-9 subito contro la Spagna e lo 0-5 contro Israele.

### La lenta risalita
Nei decenni successivi il calcio in Austria perse interesse, superato in particolare dagli sport invernali e la nazionale non colse più risultati di rilievo. A poco valse anche l'organizzazione del campionato europeo del 2008 insieme alla Svizzera: la nazionale austriaca, insieme a quella elvetica, fu eliminata piazzandosi terza nel proprio girone, dietro a Croazia, Germania e davanti per differenza reti alla Polonia. Il 12 giugno 2008, nella partita contro la Polonia, Vastić segnò su calcio di rigore la prima rete nella storia della nazionale austriaca in una fase finale degli europei di calcio.
L'Austria si qualificò al campionato d'Europa 2016 piazzandosi davanti a Russia e Svezia. Nella fase finale, inserita nel girone F insieme a Portogallo, Ungheria e Islanda, la nazionale perse con l'Ungheria per 2-0, pareggiò per 0-0 con il Portogallo e perse per 1-2 contro l'Islanda, ottenendo un solo punto e venendo così eliminata dalla competizione come ultima del raggruppamento. Nell'edizione inaugurale della UEFA Nations League l'Austria si piazzò seconda nel proprio girone di Lega B, dietro alla Bosnia ed Erzegovina e davanti all'Irlanda del Nord, con due vittorie e un pareggio in quattro partite.
Qualificatasi con una giornata d'anticipo al campionato d'Europa 2020, nella fase a gironi del torneo, assegnata al gruppo C con Paesi Bassi, Macedonia del Nord e Ucraina, batté per 3-1 i macedoni, perse per 0-2 contro gli olandesi e sconfisse per 1-0 l'Ucraina, ottenendo in tal modo il secondo posto dietro i Paesi Bassi e la conseguente qualificazione agli ottavi di finale, accedendo per la prima volta alla fase a eliminazione diretta del campionato europeo. Malgrado una buona prestazione, gli austriaci capitolarono contro l'Italia, che prevalse per 2-1 dopo i tempi supplementari. La crescita del calcio austriaco era stata evidente già nella UEFA Nations League 2020-2021, chiusa dalla nazionale biancorossa al primo posto nel gruppo 1 della Lega B, con conseguente promozione in Lega A.
Fu proprio la vittoria del girone di UEFA Nations League a consentire all'Austria, che aveva chiuso con un deludente quarto posto il proprio girone di qualificazione, di rimanere in lizza per un posto nella fase finale del campionato del mondo 2022. Fatale fu, tuttavia, la sconfitta per 2-1 nella semifinale in gara singola contro il Galles, che eliminò gli austriaci.
Il cammino nel gruppo 1 della Lega A della UEFA Nations League 2022-2023 fu per gli austriaci deludente. Malgrado la vittoria contro i croati all'esordio (3-0), il girone fu chiuso all'ultimo posto, con 4 sconfitte in 6 partite e la retrocessione in Lega B.
L'Austria si qualifica per l'edizione 2024 dell'Europeo: la prima partita, che la vede fronteggiare la Francia, si conclude con una sconfitta per 1-0, tuttavia l'Austria si qualifica come prima del proprio girone battendo per 3-1 la Polonia e sconfiggendo per 3-2 i Paesi Bassi. Agli ottavi di finali verrà eliminata dalla Turchia per 2-1.

## Stadio

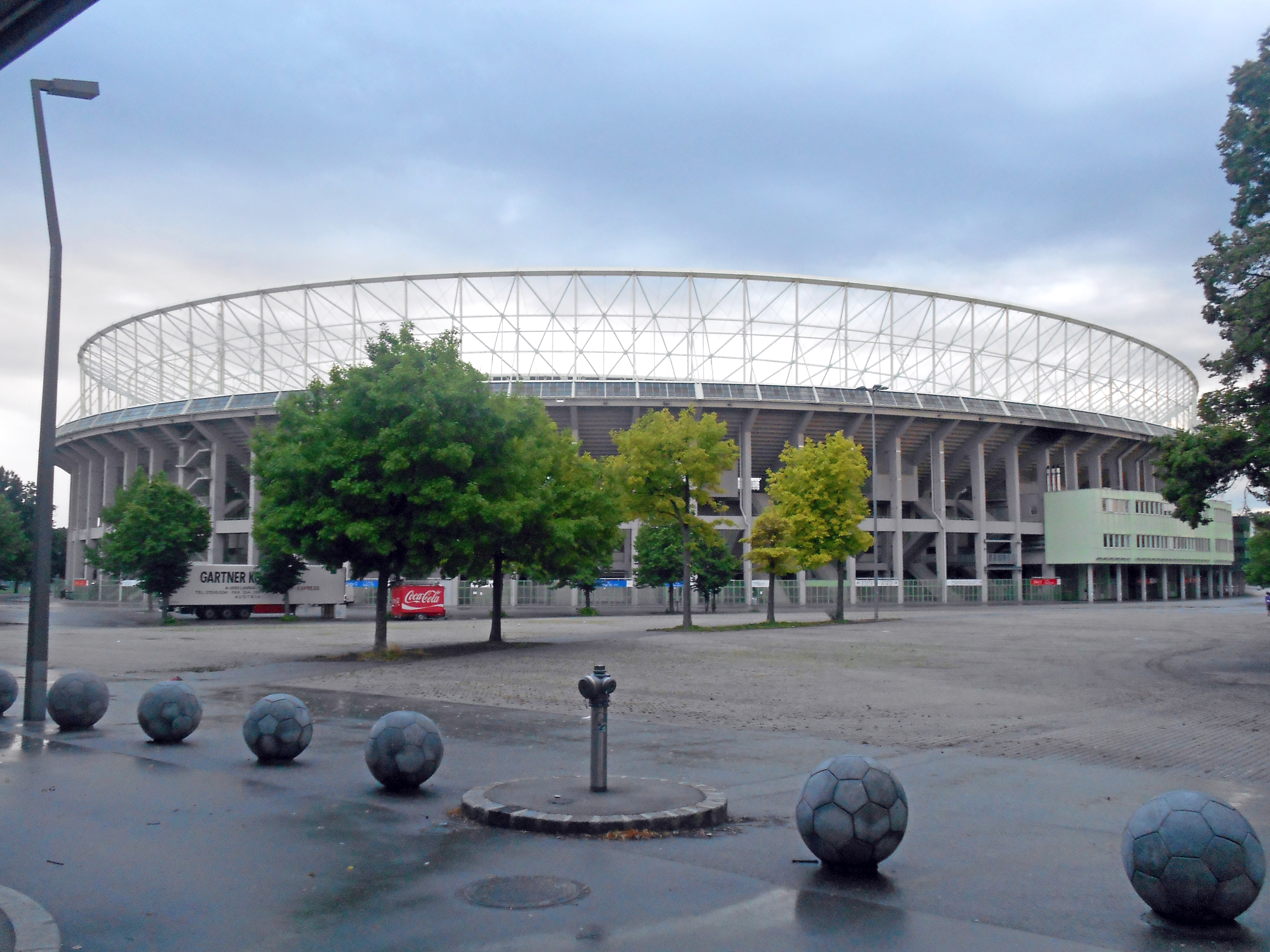
Veduta esterna dello stadio Ernst Happel di Vienna

La compagine austriaca gioca le proprie partite casalinghe allo stadio Ernst Happel (già stadio Wiener e stadio Prater), impianto di Vienna, situato nel Prater.
Lo stadio ha una capienza di 53 825 posti ed è stato uno dei principali impianti utilizzati per il campionato d'Europa del 2008, co-ospitato dall'Austria con la Svizzera. Maggiore stadio sportivo austriaco, è stato designato anche come campo per la finale del campionato europeo del 2008 e figura tra i migliori in Europa: gode del grado five stars ("cinque stelle") della UEFA, classificazione riservata agli stadi che abbiano più di 50 000 posti a sedere (nonostante sia l'unico a non superare tale limite).

## Colori e simboli
L'Austria ha giocato per la maggior parte della sua storia con una tenuta bianca con pantaloncini neri, adottata verosimilmente imitando la rappresentativa tedesca, con la differenza in tempi più recenti di polsini o bordini rossi. Nella versione da trasferta giocava invece con una maglia rossa, pantaloncini bianchi e calzettoni rossi, che riflettono chiaramente la bandiera dell'Austria.
Durante il match del mondiale del 1934 contro la Germania a Napoli, la nazionale austriaca indossò le casacche azzurre del Napoli, dato che la nazionale tedesca giocava con la propria tradizionale divisa bianca e nera, usata anche dall'Austria.
Questa situazione è andata cambiando negli ultimi anni, seguendo una tendenza in Austria di stravolgimento dei colori societari (il caso più eclatante riguarda l'Austria Salisburgo) che ha sempre più frequentemente usato, anche in casa, la tenuta rossa. Questa scelta è stata fatta dal tecnico austriaco Hans Krankl, che ha preferito vedere i suoi calciatori in campo con una maglia distintiva che richiamasse i simboli nazionali e che si staccasse dalla tradizione filotedesca. L'Austria gioca in casa di rosso e in trasferta di una tenuta simile alla classica divisa bianco e nera (dopo averne usata una tutta nera a Euro 2008).
Sul petto i giocatori portano da sempre lo stemma austriaco contenuto in uno scudo coi colori della bandiera. Lo stemma della Federcalcio viene relegato, quando presente, ai pantaloncini o per rifiniture secondarie.
Il fornitore tecnico della nazionale dal 1974 è Puma, con cui è stato rinnovato il contratto fino al 2018.

## Partecipazioni ai tornei internazionali
Legenda: Grassetto: Risultato migliore, Corsivo: Mancate partecipazioni

## Statistiche dettagliate sui tornei internazionali

### Mondiali
| Anno | Luogo                    | Piazzamento      | V | N | P | Gol   |
| ---- | ------------------------ | ---------------- | - | - | - | ----- |
| 1930 | Uruguay                  | Non partecipante | - | - | - | -     |
| 1934 | Italia                   | Quarto posto     | 2 | 0 | 2 | 7:7   |
| 1938 | Francia                  | Ritirata         | - | - | - | -     |
| 1950 | Brasile                  | Ritirata         | - | - | - | -     |
| 1954 | Svizzera                 | Terzo posto      | 4 | 0 | 1 | 17:12 |
| 1958 | Svezia                   | Primo turno      | 0 | 1 | 2 | 2:7   |
| 1962 | Cile                     | Non partecipante | - | - | - | -     |
| 1966 | Inghilterra              | Non qualificata  | - | - | - | -     |
| 1970 | Messico                  | Non qualificata  | - | - | - | -     |
| 1974 | Germania Ovest           | Non qualificata  | - | - | - | -     |
| 1978 | Argentina                | Secondo turno    | 3 | 0 | 3 | 7:10  |
| 1982 | Spagna                   | Secondo turno    | 2 | 1 | 2 | 5:4   |
| 1986 | Messico                  | Non qualificata  | - | - | - | -     |
| 1990 | Italia                   | Primo turno      | 1 | 0 | 2 | 2:3   |
| 1994 | Stati Uniti              | Non qualificata  | - | - | - | -     |
| 1998 | Francia                  | Primo turno      | 0 | 2 | 1 | 3:4   |
| 2002 | Corea del Sud / Giappone | Non qualificata  | - | - | - | -     |
| 2006 | Germania                 | Non qualificata  | - | - | - | -     |
| 2010 | Sudafrica                | Non qualificata  | - | - | - | -     |
| 2014 | Brasile                  | Non qualificata  | - | - | - | -     |
| 2018 | Russia                   | Non qualificata  | - | - | - | -     |
| 2022 | Qatar                    | Non qualificata  | - | - | - | -     |

### Campionato d'Europa UEFA
| Anno | Luogo                | Piazzamento      | V | N | P | Gol |
| ---- | -------------------- | ---------------- | - | - | - | --- |
| 1960 | Francia              | Non qualificata  | - | - | - | -   |
| 1964 | Spagna               | Non qualificata  | - | - | - | -   |
| 1968 | Italia               | Non qualificata  | - | - | - | -   |
| 1972 | Belgio               | Non qualificata  | - | - | - | -   |
| 1976 | Jugoslavia           | Non qualificata  | - | - | - | -   |
| 1980 | Italia               | Non qualificata  | - | - | - | -   |
| 1984 | Francia              | Non qualificata  | - | - | - | -   |
| 1988 | Germania Ovest       | Non qualificata  | - | - | - | -   |
| 1992 | Svezia               | Non qualificata  | - | - | - | -   |
| 1996 | Inghilterra          | Non qualificata  | - | - | - | -   |
| 2000 | Belgio / Paesi Bassi | Non qualificata  | - | - | - | -   |
| 2004 | Portogallo           | Non qualificata  | - | - | - | -   |
| 2008 | Austria / Svizzera   | Primo turno      | 0 | 1 | 2 | 1:3 |
| 2012 | Polonia / Ucraina    | Non qualificata  | - | - | - | -   |
| 2016 | Francia              | Primo turno      | 0 | 1 | 2 | 1:4 |
| 2020 | Europa               | Ottavi di finale | 2 | 0 | 2 | 5:5 |
| 2024 | Germania             | Ottavi di finale | 2 | 0 | 2 | 7:6 |

### Confederations Cup
| Anno | Luogo                    | Piazzamento     | V | N | P | Gol |
| ---- | ------------------------ | --------------- | - | - | - | --- |
| 1992 | Arabia Saudita           | Non invitata    | - | - | - | -   |
| 1995 | Arabia Saudita           | Non invitata    | - | - | - | -   |
| 1997 | Arabia Saudita           | Non qualificata | - | - | - | -   |
| 1999 | Messico                  | Non qualificata | - | - | - | -   |
| 2001 | Corea del Sud / Giappone | Non qualificata | - | - | - | -   |
| 2003 | Francia                  | Non qualificata | - | - | - | -   |
| 2005 | Germania                 | Non qualificata | - | - | - | -   |
| 2009 | Sudafrica                | Non qualificata | - | - | - | -   |
| 2013 | Brasile                  | Non qualificata | - | - | - | -   |
| 2017 | Russia                   | Non qualificata | - | - | - | -   |

### Nations League
| Anno      | Luogo       | Piazzamento   | V | N | P | Gol  |
| --------- | ----------- | ------------- | - | - | - | ---- |
| 2018-2019 | Portogallo  | 6° in Lega B  | 2 | 1 | 1 | 3:2  |
| 2020-2021 | Italia      | 2° in Lega B  | 4 | 1 | 1 | 9:6  |
| 2022-2023 | Paesi Bassi | 13° in Lega A | 1 | 1 | 4 | 6:10 |

### Olimpiadi
| Anno | Luogo     | Piazzamento      | V | N | P | Gol |
| ---- | --------- | ---------------- | - | - | - | --- |
| 1908 | Londra    | Non partecipante | - | - | - | -   |
| 1912 | Stoccolma | Quarti di finale | 1 | 0 | 1 | 6:4 |
| 1920 | Anversa   | Non partecipante | - | - | - | -   |
| 1924 | Parigi    | Non partecipante | - | - | - | -   |
| 1928 | Amsterdam | Non partecipante | - | - | - | -   |
| 1936 | Berlino   | Argento          | 2 | 0 | 2 | 9:8 |
| 1948 | Londra    | Ottavi di finale | 0 | 0 | 1 | 0:3 |

### Coppa Internazionale
| Anni      | Piazzamento   | V | N | P | Gol   |
| --------- | ------------- | - | - | - | ----- |
| 1927–1930 | Secondo posto | 5 | 0 | 3 | 17:10 |
| 1931–1932 | Campione      | 4 | 3 | 1 | 19:9  |
| 1933–1935 | Secondo posto | 3 | 3 | 2 | 17:15 |
| 1936–1938 | Non terminata | 2 | 1 | 3 | 13:14 |
| 1948–1953 | Terzo posto   | 4 | 1 | 3 | 15:19 |
| 1955–1960 | Terzo posto   | 4 | 3 | 3 | 21:21 |

## Palmarès
- Coppa Internazionale: 1

1931-1932

## Rosa attuale
Lista dei giocatori convocati per le gare di UEFA Nations League 2024-2025 di ottobre 2024.
Presenze e reti aggiornate al termine della seconda gara.
|  | P | Alexander Schlager    | 1º febbraio 1996 | 16  | -18 | Salisburgo          |  |  |
|  | P | Patrick Pentz         | 2 gennaio 1997   | 13  | -15 | Brøndby             |  |  |
|  | P | Niklas Hedl           | 17 marzo 2001    | 1   | 0   | Rapid Vienna        |  |  |
|  |   |                       |                  |     |     |                     |  |  |
|  | D | Stefan Posch          | 14 maggio 1997   | 40  | 1   | Bologna             |  |  |
|  | D | Philipp Lienhart      | 11 luglio 1996   | 27  | 3   | Friburgo            |  |  |
|  | D | Phillipp Mwene        | 29 gennaio 1994  | 18  | 0   | Magonza             |  |  |
|  | D | Marco Friedl          | 16 marzo 1998    | 5   | 0   | Werder Brema        |  |  |
|  | D | Leopold Querfeld      | 20 dicembre 2003 | 4   | 0   | Union Berlino       |  |  |
|  | D | Flavius Daniliuc      | 27 aprile 2001   | 3   | 0   | Verona              |  |  |
|  | D | Michael Svoboda       | 15 ottobre 1998  | 2   | 0   | Venezia             |  |  |
|  |   |                       |                  |     |     |                     |  |  |
|  | C | Marcel Sabitzer       | 17 marzo 1994    | 86  | 20  | Borussia Dortmund   |  |  |
|  | C | Florian Grillitsch    | 7 agosto 1995    | 49  | 1   | Hoffenheim          |  |  |
|  | C | Christoph Baumgartner | 1º agosto 1999   | 46  | 17  | RB Lipsia           |  |  |
|  | C | Konrad Laimer         | 27 maggio 1997   | 44  | 5   | Bayern Monaco       |  |  |
|  | C | Nicolas Seiwald       | 4 maggio 2001    | 32  | 0   | RB Lipsia           |  |  |
|  | C | Romano Schmid         | 27 gennaio 2000  | 19  | 1   | Werder Brema        |  |  |
|  | C | Gernot Trauner        | 25 marzo 1992    | 16  | 2   | Feyenoord           |  |  |
|  | C | Alexander Prass       | 26 maggio 2001   | 12  | 0   | Hoffenheim          |  |  |
|  | C | Matthias Seidl        | 24 gennaio 2001  | 7   | 1   | Rapid Vienna        |  |  |
|  | C | Kevin Stöger          | 27 agosto 1993   | 2   | 0   | Borussia M'gladbach |  |  |
|  |   |                       |                  |     |     |                     |  |  |
|  | A | Marko Arnautović      | 19 aprile 1989   | 120 | 39  | Inter               |  |  |
|  | A | Michael Gregoritsch   | 18 aprile 1994   | 60  | 16  | Friburgo            |  |  |
|  | A | Andreas Weimann       | 5 agosto 1991    | 25  | 2   | Blackburn           |  |  |
|  | A | Patrick Wimmer        | 30 maggio 2001   | 19  | 1   | Wolfsburg           |  |  |
|  | A | Junior Adamu          | 6 giugno 2001    | 8   | 0   | Friburgo            |  |  |

## Record individuali
Record aggiornati al 10 giugno 2025.
- I giocatori in grassetto sono ancora in attività in nazionale.

### Record presenze
| Pos. | Giocatore             | Presenze | Reti | Periodo   |
| ---- | --------------------- | -------- | ---- | --------- |
| 1    | Marko Arnautović      | 125      | 41   | 2008-     |
| 2    | David Alaba           | 107      | 15   | 2009-     |
| 3    | Andreas Herzog        | 103      | 26   | 1988-2003 |
| 4    | Aleksandar Dragović   | 100      | 2    | 2009-2022 |
| 5    | Anton Polster         | 95       | 44   | 1982-2000 |
| 6    | Gerhard Hanappi       | 93       | 12   | 1948-1964 |
| 7    | Marcel Sabitzer       | 89       | 21   | 2012-     |
| 8    | Karl Koller           | 86       | 5    | 1952-1965 |
| 9    | Julian Baumgartlinger | 84       | 1    | 2009-2021 |
| 9    | Friedrich Koncilia    | 84       | 0    | 1970-1985 |
| 9    | Bruno Pezzey          | 84       | 9    | 1975-1990 |

### Record reti
| Pos. | Giocatore         | Reti | Presenze | Periodo   |
| ---- | ----------------- | ---- | -------- | --------- |
| 1    | Anton Polster     | 44   | 95       | 1982-2000 |
| 2    | Marko Arnautović  | 41   | 125      | 2008-     |
| 3    | Hans Krankl       | 34   | 69       | 1973-1985 |
| 4    | Johann Horvath    | 29   | 46       | 1924-1934 |
| 5    | Marc Janko        | 28   | 70       | 2006-2019 |
| 5    | Erich Hof         | 28   | 37       | 1957-1968 |
| 7    | Anton Schall      | 27   | 28       | 1927-1934 |
| 8    | Andreas Herzog    | 26   | 103      | 1988-2003 |
| 8    | Matthias Sindelar | 26   | 43       | 1926-1937 |
| 10   | Karl Zischek      | 24   | 40       | 1931-1945 |

## Commissari tecnici
- 1902-1912: Commissione Tecnica Federale
- 1912-1914:  Hugo Meisl
- 1914-1919:  Heinrich Retschury
- 1919-1937:  Hugo Meisl
- 1937-1938:  Heinrich Retschury
- 1938-1945: Federazione scomparsa in quanto assorbita all'interno di quella tedesca
- 1945:  Karl Zankl
- 1945-1947:  Edi Bauer
- 1948:  Eduard Frühwirth
- 1948:  Franz Putzendopler
- 1948-1954:  Walter Nausch
- 1954-1955:  Hans Kaulich
- 1955:  Josef Molzer
- 1955-1956:  Karl Geyer
- 1956-1958:  Josef Argauer
- 1958:  Alfred Frey
- 1958-1963:  Karl Decker
- 1964:  Béla Guttmann e  Josef Walter
- 1964-1967:  Eduard Frühwirth
- 1967-1968:  Erwin Alge
- 1968-1975:  Leopold Šťastný
- 1975:  Branko Elsner
- 1976-1978:  Helmut Senekowitsch
- 1978-1981:  Karl Stotz
- 1982:  Felix Latzke e  Georg Schmidt
- 1982-1984:  Erich Hof
- 1985-1987:  Branko Elsner
- 1988-1990:  Josef Hickersberger
- 1990-1991:  Alfred Riedl
- 1991:  Dietmar Constantini
- 1992:  Ernst Happel
- 1992:  Dietmar Constantini
- 1993-1999:  Herbert Prohaska
- 1999-2001:  Otto Barić
- 2002-2005:  Hans Krankl
- 2005:  Willibald Ruttensteiner
- 2006-2008:  Josef Hickersberger
- 2008-2009:  Karel Brückner
- 2009-2011:  Dietmar Constantini
- 2011:  Willibald Ruttensteiner
- 2011-2017:  Marcel Koller
- 2017-2022:  Franco Foda
- 2022-:  Ralf Rangnick

## Tutte le rose

### Mondiali
Coppa del Mondo FIFA 1934P Franzl, P Platzer, P Raftl, D Cisar, D Janda, D Schmaus, D Sesta, C Hofmann, C Smistik, C Urbanek, C Wagner, A Bican, A Braun, A Hassmann, A Horvath, A Kaburek, A Schall, A Sindelar, A Stroh, A Viertl, A Walzhofer, A Zischek, CT: Meisl
Coppa del Mondo FIFA 19541 Schmied, 2 Hanappi, 3 Happel, 4 Barschandt, 5 Ocwirk, 6 Koller, 7 R. Körner, 8 Schleger, 9 Wagner, 10 Probst, 11 A. Körner, 12 Stotz, 13 Kollmann, 14 Giesser, 15 Pelikan, 16 Zeman, 17 Teinitzer, 18 Riegler, 19 Dienst, 20 Halla, 21 Stojaspal, 22 Haummer, CT: Nausch
Coppa del Mondo FIFA 19581 Szanwald, 2 Halla, 3 Happel, 4 Swoboda, 5 Hanappi, 6 Koller, 7 Horak, 8 P. Kozlicek, 9 Buzek, 10 Körner, 11 Senekowitsch, 12 Schmied, 13 Schleger, 14 Hamerl, 15 Kollmann, 16 Stotz, 17 E. Kozlicek, 18 Barschandt, 19 Dienst, 20 Ninaus, 21 Puschnik, 22 Engelmeier, CT: Argauer — Molzer
Coppa del Mondo FIFA 19781 Koncilia, 2 Sara, 3 Obermayer, 4 Breitenberger, 5 Pezzey, 6 Hattenberger, 7 Hickersberger, 8 Prohaska, 9 Krankl, 10 Kreuz, 11 Jara, 12 Krieger, 13 Happich, 14 Strasser, 15 Weber, 16 Persidis, 17 Oberacher, 18 Schachner, 19 Pirkner, 20 Baumeister, 21 Fuchsbichler, 22 Baumgartner, CT: Senekowitsch
Coppa del Mondo FIFA 19821 Koncilia, 2 Krauss, 3 Obermayer, 4 Degeorgi, 5 Pezzey, 6 Hattenberger, 7 Schachner, 8 Prohaska, 9 Krankl, 10 Hintermaier, 11 Jara, 12 Pichler, 13 Hagmayr, 14 Baumeister, 15 Dihanich, 16 Messlender, 17 Pregesbauer, 18 Jurtin, 19 Weber, 20 Welzl, 21 Feurer, 22 Lindenberger, CT: Schmidt
Coppa del Mondo FIFA 19901 Lindenberger, 2 Aigner, 3 Pecl, 4 Pfeffer, 5 Schöttel, 6 Zsak, 7 Russ, 8 Artner, 9 Polster, 10 Linzmaier, 11 Hörtnagl, 12 Baur, 13 Ogris, 14 Rodax, 15 Keglevits, 16 Reisinger, 17 Pfeifenberger, 18 Streiter, 19 Glatzmeyer, 20 Herzog, 21 Konsel, 22 Konrad, CT: Hickersberger
Coppa del Mondo FIFA 19981 Konsel, 2 Schopp, 3 Schöttel, 4 Pfeffer, 5 Feiersinger, 6 Kogler, 7 Haas, 8 Pfeifenberger, 9 Vastić, 10 Herzog, 11 Amerhauser, 12 Hiden, 13 Cerny, 14 Reinmayr, 15 Wetl, 16 Wohlfahrt, 17 Mählich, 18 Stöger, 19 Polster, 20 Heraf, 21 Knaller, 22 Kühbauer, CT: Prohaska

### Europei
Campionato d'Europa UEFA 20081 Manninger, 2 Standfest, 3 Stranzl, 4 Pogatetz, 5 Fuchs, 6 Aufhauser, 7 Vastić, 8 Leitgeb, 9 Linz, 10 Ivanschitz, 11 Korkmaz, 12 Gërçaliu, 13 Katzer, 14 Garics, 15 Prödl, 16 Patocka, 17 Hiden, 18 Kienast, 19 Säumel, 20 Harnik, 21 Macho, 22 Hoffer, 23 Özcan, CT: Hickersberger
Campionato d'Europa UEFA 20161 Almer, 2 Garics, 3 Dragović, 4 Hinteregger, 5 Fuchs, 6 Ilsanker, 7 Arnautović, 8 Alaba, 9 Okotie, 10 Junuzović, 11 Harnik, 12 Lindner, 13 Suttner, 14 Baumgartlinger, 15 Prödl, 16 Wimmer, 17 Klein, 18 Schöpf, 19 Hinterseer, 20 Sabitzer, 21 Janko, 22 Jantscher, 23 Özcan, CT: Koller
Campionato d'Europa UEFA 20201 A. Schlager, 2 Ulmer, 3 Dragović, 4 Hinteregger, 5 Posch, 6 Ilsanker, 7 Arnautović, 8 Alaba, 9 Sabitzer, 10 Grillitsch, 11 Gregoritsch, 12 Pervan, 13 Bachmann, 14 Baumgartlinger, 15 Lienhart, 16 Trimmel, 17 Schaub, 18 Schöpf, 19 Baumgartner, 20 Onisiwo, 21 Lainer, 22 Lazaro, 23 X. Schlager, 24 Laimer, 25 Kalajdžić, 26 Friedl, CT: Foda
Campionato d'Europa UEFA 20241 Lindner, 2 Wöber, 3 Trauner, 4 Danso, 5 Posch, 6 Seiwald, 7 Arnautović, 8 Prass, 9 Sabitzer, 10 Grillitsch, 11 Gregoritsch, 12 Hedl, 13 Pentz, 14 Querfeld, 15 Lienhart, 16 Mwene, 17 Kainz, 18 Schmid, 19 Baumgartner, 20 Laimer, 21 Daniliuc, 22 Seidl, 23 Wimmer, 24 Weimann, 25 Entrup, 26 Grüll, CT: Rangnick

### Giochi olimpici
Calcio ai Giochi Olimpici Estivi 1912P Kaltenbrunner, P Noll, D Graubart, D Kurpiel, D Retschury, C Brandstetter, C Braunsteiner, C Cimera, C Swatosch, C Weber, A Blaha, A Grundwald, A Hussak, A Merz, A Müller, A Neubauer, A Studnicka, CT: Hogan
Calcio ai Giochi Olimpici Estivi 1936P E. Kainberger, P Logofsky, D Kargl, D Künz, D Schaffelhofer, C Bacher, C Hofmeister, C Krenn, C Wahlmüller, A Fuchsberger, A K. Kainberger, A Kitzmüller, A Laudon, A Mandl, A Steinmetz, A Werginz, CT: Hogan - Meisl
Calcio ai Giochi Olimpici Estivi 1948P Musil, P Pelikan, D Gerhart, D Happel, D Kowanz, C Brinek, C Gernhardt, C Joksch, C Mikolasch, C Ocwirk, A Durek, A Epp, A Habitzl, A Hahnemann, A Körner, A Melchior, A Stojaspal, A Stroh, CT: Frühwirth
NOTA: Per le informazioni sulle rose successive al 1948 visionare la pagina della Nazionale olimpica.

### Coppa Internazionale
Coppa Internazionale 1927-1930P Franzl, P Lebensaft, D Blum, D Geyer, D Janda, D Rainer, D Schneider, D Schott, D Schramseis, D Szoldatics, D Tandler, C Bilek, C Hofmann, C Humenberger, C Kurz, C Nausch, C Rappan, C Smistik, C Weiss, A Chloupek, A Fischer, A Frühwirth, A Gschweidl, A Haftl, A Horvath, A Jiszda, A Juranic, A Klima, A Luef, A Runge, A Schall, A Sindelar, A Sigl, A Stoiber, A Walzhofer, A Weselik, A Wesely, CT: Meisl
Coppa Internazionale 1931-1932P Franzl, P Hiden, P Platzer, D Blum, D Janda, D Rainer, D Schott, D Schramseis, D Sesta, D Szoldatics, C Gall, C Hofmann, C Mock, C Nausch, C Smistik, A Adelbrecht, A Braun, A Facco, A Gschweidl, A Hiltl, A Horvath, A Klima, A Luef, A Müller, A Schall, A Sigl, A Sindelar, A Tögel, A Vogl, A Walzhofer, A Zischek, CT: Meisl
Coppa Internazionale 1933-1935P Platzer, P Raftl, D Cisar, D Janda, D Pavlicek, D Rainer, D Schmaus, D Sesta, C Hanreiter, C Hofmann, C Nausch, C Pesser, C Skoumal, C Smistik, C Urbanek, C Wagner, A Bican, A Binder, A Donnenfeld, A Durspekt, A Erdl, A Gschweidl, A Hahnemann, A Hassmann, A Horvath, A Kaburek, A Sindelar, A Stroh, A Viertl, A A. Vogl, A L. Vogl, A Walzhofer, A Zischek, CT: Meisl
Coppa Internazionale 1936-1938P Raftl, P Zöhrer, P Platzer, D Schmaus, D Sesta, D Andritz, D Adamek, D Vavra, C Urbanek, C Smistik, C Gall, C Hanreiter, C Hofmann, C Stroh, C Nausch, C Pesser, C Pekarek, C Geiter, C Mock, A Bican, A Zischek, A Hahnemann, A Vogl, A Riegler, A Sindelar, A Binder, A Fuchsberger, A Jerusalem, A Neumer, A Fischer, CT: Meisl — Retschury
Coppa Internazionale 1948-1953P Zeman, P Pelikan, P Engelmeier, D Happel, D Kowanz, D Gherart, D Stotz, D Röckl, D Zwazl, C Mikolasch, C Ocwirk, C Brinek, C Stroh, C Gernhardt, C Joksch, C Hanappi, C Strittich, A Dienst, A Walzhofer, A Melchior, A Wagner, A Epp, A Hahnemann, A Körner, A Habitzl, A Stojaspal, A Aurednik, A Decker, A Kominek, A Huber, CT: Putzendopler — Nausch
Coppa Internazionale 1955-1960P Schmied, P Szanwald, P Engelmeier, D Nickerl, D Barschandt, D Röckl, D Halla, D Swoboda, D Stotz, D E. Kozlicek, D Foreth, C Koller, C Kaubek, C Hofbauer, C Grohs, C Hanappi, C Ocwirk, C Knoll, C Senekowitsch, A Riegler, A Dienst, A Probst, A Körner, A Schleger, A Brousek, A Pichler, A Busek, A P. Kozlicek, A Haummer, A Kohlhauser, A Walzhofer, A Körner, A Kovazh, A Wagner, A Hof, A Hamerl, CT: Kaulich — Molzer — Geyer — Argauer

## Confronti con le altre nazionali
Questi sono i saldi dell'Austria nei confronti delle nazionali con cui sono stati disputati almeno 10 incontri.

### Saldo positivo
| Nazionale        | Giocate | Vinte | Pareggiate | Perse | Reti fatte | Reti subite | Differenza | Ultima vittoria   | Ultimo pari      | Ultima sconfitta |
| ---------------- | ------- | ----- | ---------- | ----- | ---------- | ----------- | ---------- | ----------------- | ---------------- | ---------------- |
| Svizzera         | 43      | 25    | 6          | 12    | 106        | 61          | +45        | 11 ottobre 2006   | 8 giugno 2024    | 17 novembre 2015 |
| Svezia           | 39      | 20    | 6          | 13    | 61         | 56          | +5         | 12 settembre 2023 | 8 settembre 2014 | 11 ottobre 2013  |
| Scozia           | 23      | 8     | 8          | 7     | 37         | 30          | +7         | 30 aprile 2003    | 29 marzo 2022    | 7 settembre 2021 |
| Turchia          | 18      | 9     | 1          | 8     | 26         | 24          | +2         | 26 marzo 2024     | 6 settembre 2011 | 2 luglio 2024    |
| Belgio           | 16      | 9     | 4          | 3     | 44         | 22          | +22        | 22 marzo 1978     | 17 giugno 2023   | 13 ottobre 2023  |
| Irlanda          | 16      | 9     | 4          | 3     | 37         | 19          | +18        | 10 settembre 2013 | 11 giugno 2017   | 12 novembre 2016 |
| Norvegia         | 14      | 9     | 2          | 3     | 30         | 13          | +17        | 13 ottobre 2024   | 18 novembre 2020 | 9 settembre 2024 |
| Israele          | 13      | 6     | 4          | 3     | 26         | 25          | +1         | 12 novembre 2021  | 27 ottobre 2001  | 4 settembre 2021 |
| Irlanda del Nord | 13      | 6     | 3          | 4     | 21         | 19          | +2         | 15 novembre 2020  | 13 ottobre 2004  | 15 novembre 1995 |
| Portogallo       | 11      | 3     | 6          | 2     | 19         | 11          | +8         | 21 novembre 1979  | 18 giugno 2016   | 13 novembre 1994 |
| Finlandia        | 11      | 8     | 2          | 1     | 24         | 11          | +13        | 29 febbraio 2012  | 28 marzo 2017    | 13 maggio 1993   |
| Galles           | 11      | 5     | 2          | 4     | 14         | 11          | +3         | 30 marzo 2005     | 6 ottobre 2016   | 24 marzo 2022    |
| Romania          | 11      | 4     | 5          | 2     | 14         | 13          | +1         | 7 giugno 2025     | 5 giugno 2012    | 7 settembre 2020 |

### Saldo neutro
| Nazionale | Giocate | Vinte | Pareggiate | Perse | Reti fatte | Reti subite | Differenza | Ultima vittoria | Ultimo pari      | Ultima sconfitta |
| --------- | ------- | ----- | ---------- | ----- | ---------- | ----------- | ---------- | --------------- | ---------------- | ---------------- |
| Grecia    | 13      | 4     | 5          | 4     | 18         | 20          | -2         | 7 ottobre 2020  | 26 marzo 2003    | 14 agosto 2013   |
| Polonia   | 12      | 5     | 2          | 5     | 23         | 21          | +2         | 21 giugno 2024  | 9 settembre 2019 | 21 marzo 2019    |

### Saldo negativo
| Nazionale        | Giocate | Vinte | Pareggiate | Perse | Reti fatte | Reti subite | Differenza | Ultima vittoria   | Ultimo pari      | Ultima sconfitta |
| ---------------- | ------- | ----- | ---------- | ----- | ---------- | ----------- | ---------- | ----------------- | ---------------- | ---------------- |
| Ungheria         | 137     | 40    | 30         | 67    | 252        | 299         | -47        | 24 aprile 1996    | 16 agosto 2000   | 14 giugno 2016   |
| Germania         | 41      | 10    | 6          | 25    | 59         | 90          | -31        | 21 novembre 2023  | 18 novembre 1992 | 6 settembre 2013 |
| Italia           | 38      | 13    | 8          | 17    | 58         | 49          | +9         | 20 novembre 2022  | 20 agosto 2008   | 26 giugno 2021   |
| Cecoslovacchia   | 36      | 8     | 11         | 17    | 53         | 69          | -16        | 28 aprile 1982    | 19 agosto 1992   | 15 giugno 1990   |
| Francia          | 26      | 9     | 3          | 14    | 41         | 43          | -2         | 6 settembre 2008  | 10 giugno 2022   | 17 giugno 2024   |
| Paesi Bassi      | 21      | 7     | 4          | 10    | 27         | 40          | -13        | 25 giugno 2024    | 1º maggio 1985   | 17 giugno 2021   |
| Inghilterra      | 19      | 4     | 4          | 11    | 27         | 59          | -32        | 13 giugno 1979    | 4 settembre 2007 | 2 giugno 2021    |
| Jugoslavia       | 17      | 5     | 4          | 8     | 35         | 39          | -4         | 27 settembre 1964 | 8 aprile 1970    | 13 novembre 1991 |
| Spagna           | 16      | 4     | 3          | 9     | 22         | 43          | -21        | 28 marzo 1990     | 11 ottobre 2000  | 18 novembre 2009 |
| Unione Sovietica | 14      | 4     | 3          | 7     | 13         | 19          | -6         | 15 ottobre 1967   | 6 settembre 1989 | 19 ottobre 1988  |
| Danimarca        | 13      | 4     | 1          | 8     | 15         | 24          | -9         | 3 marzo 2010      | 17 giugno 1951   | 13 giugno 2022   |
| Brasile          | 10      | 0     | 3          | 7     | 5          | 17          | -12        | -                 | 1º maggio 1974   | 10 giugno 2018   |

Nota: La partita viene indicata come un pareggio quando finisce ai calci di rigore.